# De dood in Venetië
De dood in Venetië (originele Duitse titel: Der Tod in Venedig) is een novelle van de Duitse schrijver Thomas Mann. De novelle verhaalt van een ouder wordende schrijver, iets over de vijftig, die naar Venetië reist en daar gefascineerd wordt door een veertienjarige jongen. Deze fascinatie belet hem de op dat moment door de cholera geplaagde stad te verlaten, waarmee hij uiteindelijk zijn eigen dood tegemoet treedt.
Der Tod in Venedig werd geschreven in 1911. In 1912 werd het gepubliceerd in een gelimiteerde, door de auteur gesigneerde uitgave van 100 exemplaren en geplaatst in het literaire tijdschrift Neue Rundschau. In 1913 verscheen de publieksuitgave bij Fischer Verlag. De meest recente Nederlandse vertaling is van Hans Hom en dateert uit 2002.
In 1971 werd het verhaal verfilmd door Luchino Visconti en in 1973 ging de opera Death in Venice van Benjamin Britten in première.

## Verhaal
De dood in Venetië begint met een typering van de hoofdpersoon, Gustav von Aschenbach, een succesvol auteur, weduwnaar, de vijftig inmiddels gepasseerd en zojuist om zijn verdiensten in de adelstand verheven. Aschenbach wordt beschreven als een "praktiserend moralist", die zijn kunstenaarschap vooral te danken heeft aan een enorme wilskracht en discipline.
Op het moment dat de novelle begint kampt Aschenbach met een gebrek aan inspiratie en voelt hij onrust, die hem doet besluiten een reis te maken naar het zuiden, uiteindelijk naar Venetië, de stad "van de vergane schoonheid, het esthetische en de dood". Hij neemt er zijn intrek in het Grand Hotel des Bains op het Lido-eiland, tegenover de stad. Tijdens het diner in het hotel zit hij in de buurt van een Poolse familie. Onder hen bevindt zich een veertienjarige jongen in een marinepakje, door wiens schoonheid ("als van een klassiek Grieks beeld") Aschenbach als door een bliksemslag wordt getroffen. Hij begint de familie vanuit afstand te volgen en verneemt dat de jongen Tadzio heet.
Als Aschenbach merkt dat het hete weer in Venetië zijn gezondheid geen goed doet, neemt hij zich in eerste instantie voor de stad te verlaten, maar de aanwezigheid van Tadzio doet hem besluiten het eerste het beste excuus, een kofferverwisseling, aan te grijpen om toch te blijven. In de weken daarna ontwikkelt zijn interesse voor de jongen zich tot een ware obsessie, waarbij hij voortdurend aan hem denkt, steeds zijn nabijheid zoekt, blikken uitwisselt, maar waarbij het niet tot contact komt. In een droom vol dionysische en apollinische symbolen krijgt Aschenbach de aard van zijn gevoelens voor Tadzio geopenbaard.

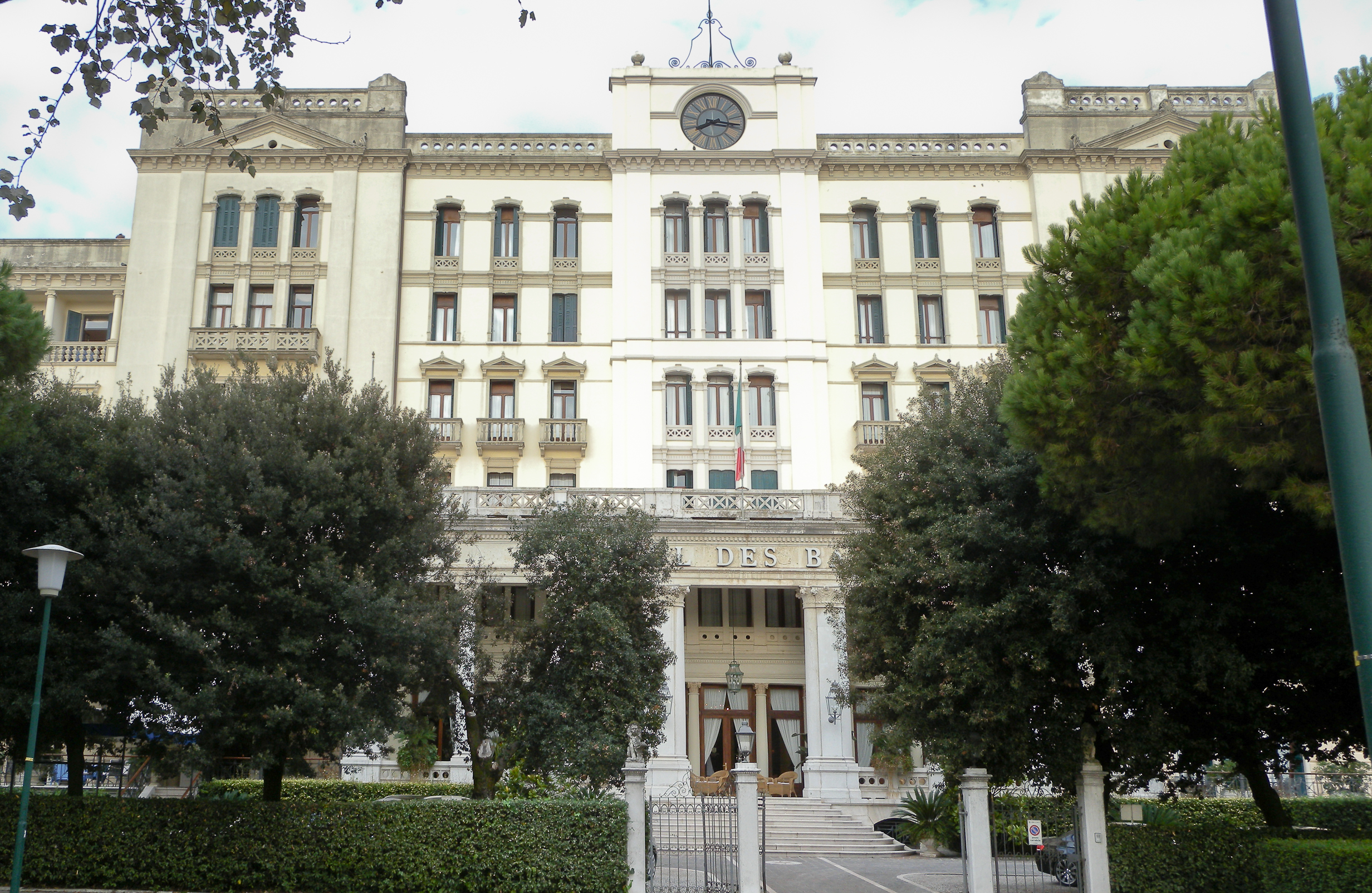
Het Grandhotel des Bains op het Lido, plaats van handeling.

Wanneer Aschenbach op een gegeven moment een uitstapje maakt naar de binnenstad van Venetië, krijgt hij diverse signalen dat er een infectieziekte door de stad waart. Hij ruikt ook overal desinfectans en krijgt adviezen bepaalde dingen niet te eten. Het blijkt dat er cholera heerst, maar de autoriteiten doen er alles aan om die boodschap te verhullen, omdat ze bang zijn dat de toeristen vertrekken. Alles is onder controle, zo wordt aangegeven. Aschenbach zelf lijkt de boodschap evenzeer te negeren. Hij overweegt nog wel Tadzio en zijn familie te waarschuwen, maar doet dat uiteindelijk niet omdat hij weet dat ze dan het hotel waarschijnlijk zullen verlaten ("Het drong niet zonder ontzetting tot hem door dat hij niet meer zou weten hoe hij moest leven wanneer dit gebeurde").
Ondertussen gaat het spel tussen Aschenbach en Tadzio gewoon door. Aschenbach doet er alles aan om er goed en jonger uit te zien, gebruikt rouge om zijn bleker wordend gezicht te verhullen en verft zelfs zijn haren. Tegen zijn natuur in laat hij zich helemaal meevoeren in zijn gekte ("gekkenhaft"). Tadzio krijgt ondertussen steeds meer door hoezeer Aschenbach hem bewondert, maar verder dan een korte beantwoording van diens blikken komt het nooit, mede doordat de mensen in zijn omgeving de jongen voor de "eenzame oude man" beginnen te waarschuwen. Aschenbach volgt Tadzio en de zijnen nog een keer naar Venetië-stad, maar verliest hen al snel uit het oog, koopt een paar aardbeien en keert terug naar het hotel.
Een paar dagen later hoort Aschenbach in het hotel dat Tadzio en zijn familie Venetië gaan verlaten. Teleurgesteld en verzwakt (hij blijkt geïnfecteerd door de aardbeien) zakt hij neer in een ligstoel bij de lagune. Op een gegeven moment hoort hij Tadzio achter zich ruziën met een andere jongen, waarna deze naar de rand van de zee loopt. Als hij omkijkt naar Aschenbach, meent deze dat hij gewenkt wordt en probeert zich nog een keer op te richten ("Und, wie so oft, machte er sich auf, ihm zu folgen"). De kracht ontbreekt hem echter en hij zakt direct terug in zijn stoel. Kort daarna wordt hij gevonden. Hij is dood.

## Invloeden

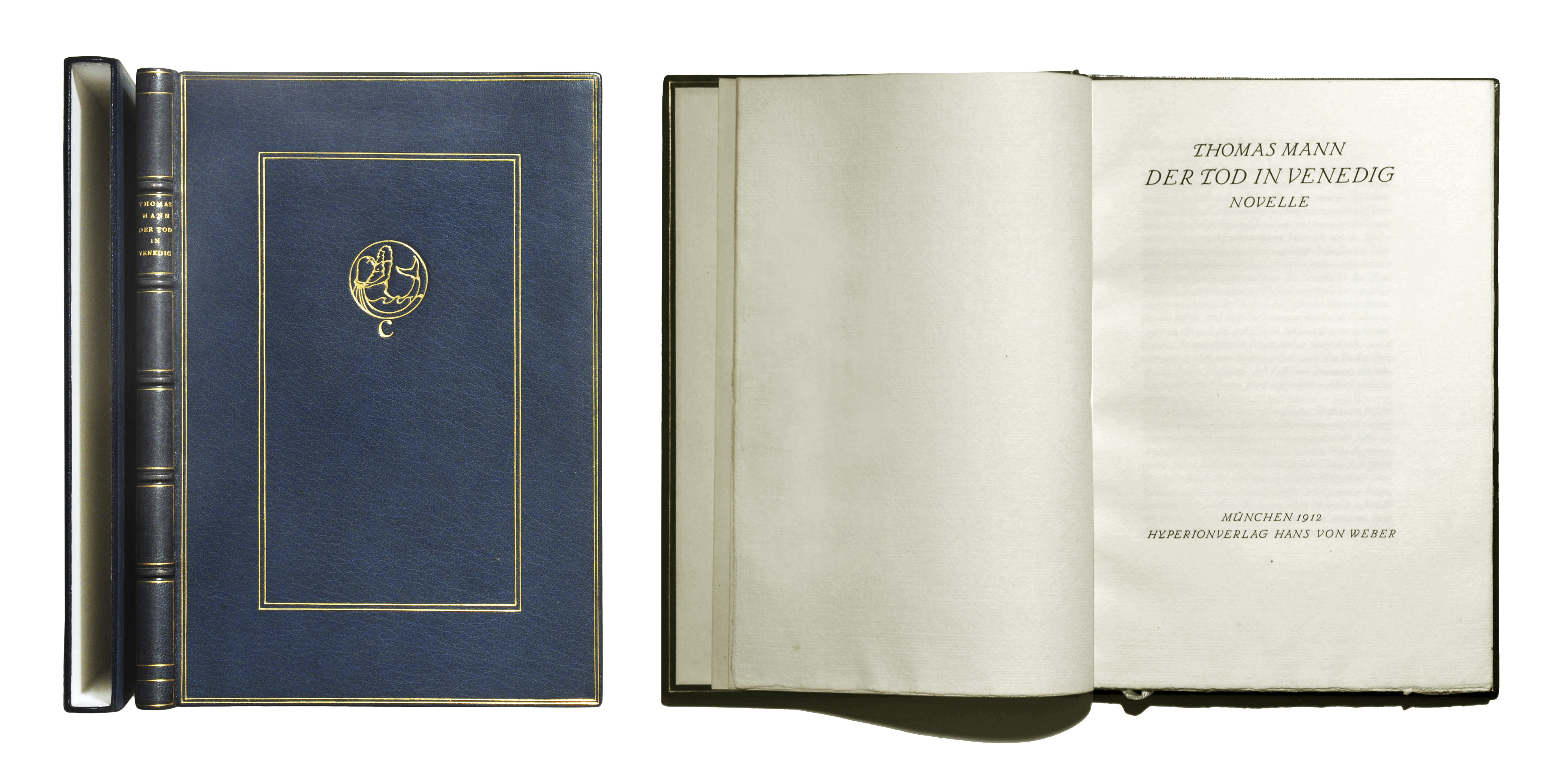
De eerste gelimiteerde druk uit 1912.

Mann werd tot Der Tod in Venedig geïnspireerd door Goethes gedicht Ulrike von Levetzow, waarin de 73-jarige dichter zijn onmogelijke liefde voor de 18-jarige Ulrike von Levetzow tot uitdrukking brengt. Andere gebeurtenissen die invloed hadden op het ontstaan van de novelle waren de dood in 1911 van Gustav Mahler, die door Mann tot model werd gekozen voor de persoon van Gustav von Aschenbach, en de interesse die Mann tijdens een vakantie te Venetië in datzelfde jaar aan de dag legde voor de Poolse jongen Władzio. Meer in algemene zin zijn er invloeden te onderkennen van Sigmund Freud (droomsymboliek) en Friedrich Nietzsche (afwijzing van de gangbare moraal, dionysische en apollinische symbolen). Ook de homoseksuele dichter August von Platen gold als inspiratiebron. Hij schreef de bekende 'Sonnette aus Venedig' en stierf in Italië aan cholera nadat hij uit Napels naar Sicilië was gevlucht vanwege een cholera-uitbraak. Von Platen was een van de favoriete dichters van Mann.

## Duiding en analyse
In De dood in Venetië stelt Mann de problematiek van het kunstenaarschap aan de orde, zoals hij die op het moment van schrijven ook in belangrijke mate zelf ervoer: na het succes van Buddenbrooks (1901) had hij lange tijd geen werk van een vergelijkbare dimensie weten te scheppen. De beschrijving van Aschenbach als moralist en noeste literaire werker was in belangrijke mate op hemzelf van toepassing. Voortdurend stelt de schrijver aan de orde hoe kunstenaarschap, vorm en discipline zowel bevrucht als ondermijnd worden door roes en hartstocht: "Wie ontraadselt wezen en karakter van het kunstenaarschap! Wie begrijpt de innige en instinctmatige versmelting, tucht en teugelloosheid waarop het berust!", zo schrijft hij.
Exemplarisch is de dichotomie tussen het dionysische en het apollinische, als eerder door Nietzsche beschreven: Apollo is de god van de beheersing, discipline, wilskracht, vorm en rede, terwijl Dionysos staat voor passie en voor het volgen van impulsen. Aschenbach, net als Mann zelf, voelt zich een representant van het apollinische, die de dionysische gevoelens systematisch onderdrukt. Zoals de stad een geheim in zich draagt (de cholera-epidemie), zo draagt ook Aschenbach een geheim in zich (zijn liefde voor Tadzio). Vanaf het moment echter dat Aschenbach toegeeft aan zijn impulsen en zijn rationele levenshouding laat varen, lijkt alles wat hij eerder in zijn leven verdrongen heeft naar boven te komen (waaronder zijn homo-erotische gevoelens) en stort zijn wereld direct in, met de dood tot gevolg.
De novelle zit vol symboliek die Mann vooral ontleent aan de klassieke oudheid (Charon, het noodlot, Homerische vergelijkingen, parafrases uit Plato's Faidros). Zelfs de vorm en de indeling in vijf hoofdstukken doen denken aan die van een Griekse tragedie. Ideeën over platonische liefde en schoonheid (Tadzio) keren voortdurend terug, een contrast vindend in decadentie en doodsmotieven (Venetië). Uiteindelijk weet hij geen afweerkrachten meer op te brengen tegen de onvermijdelijke dood, waar hij op afstevent.
Zelf schreef Mann aan zijn vriend, de dichter en essayist Carl Maria Weber, dat zijn novelle een hymnische oorsprong had. Tegelijkertijd is Schopenhauers cultuurpessimisme herkenbaar en noemde hij het na verschijnen "het ernstigste werk dat ik sinds Buddenbrooks geschreven heb".

## Bewerkingen van het boek naar andere kunstvormen
In 1971 werd het verhaal verfilmd door Luchino Visconti en uitgebracht onder de titel Death in Venice (in Nederland en België Dood in Venetië). Het is een Engelstalige productie, met Dirk Bogarde in de rol van Aschenbach. Visconti volgt de verhaallijn van Mann nauwgezet, maar veranderde wel Aschenbachs beroep in dat van een componist. Fragmenten uit de Derde en Vijfde symfonie van Mahler maken deel uit van de soundtrack.
Benjamin Britten maakte in 1973 een opera op een libretto van Myfanwy Piper op basis van de novelle, eveneens onder de titel Death in Venice. Bij de première op het Aldeburgh Festival in Snape werd de hoofdrol vertolkt door de tenor Peter Pears.
In 2003 werd een choreografie gemaakt door John Neumeier voor Hamburg Ballett. Hij gebruikte daarvoor muziek van Bach, met name uit het Musikalische Opfer en van Wagner, waaronder Vorspiel en Liebestod uit Tristan und Isolde.
In 2013 werd in Berlijn een theaterproductie uitgevoerd onder regie van Thomas Ostermeier, waarbij hij liederen ten gehore liet brengen uit Mahlers Kindertotenlieder.
In april 2019 werd een bewerking,
Dood in Venetië, van de originele tekst door Ramsey Nasr als muziektheater opgevoerd onder regie van Ivo van Hove in Koninklijk Theater Carré in Amsterdam door het Internationaal Theater Amsterdam en het Koninklijk Concertgebouworkest onder leiding van dirigent David Robertson.
In 2023 bewerkte Luk De Bruyker het boek tot een theaterproductie in Gent, met Koen Crucke in de hoofdrol.

## Identificatie van Tadzio

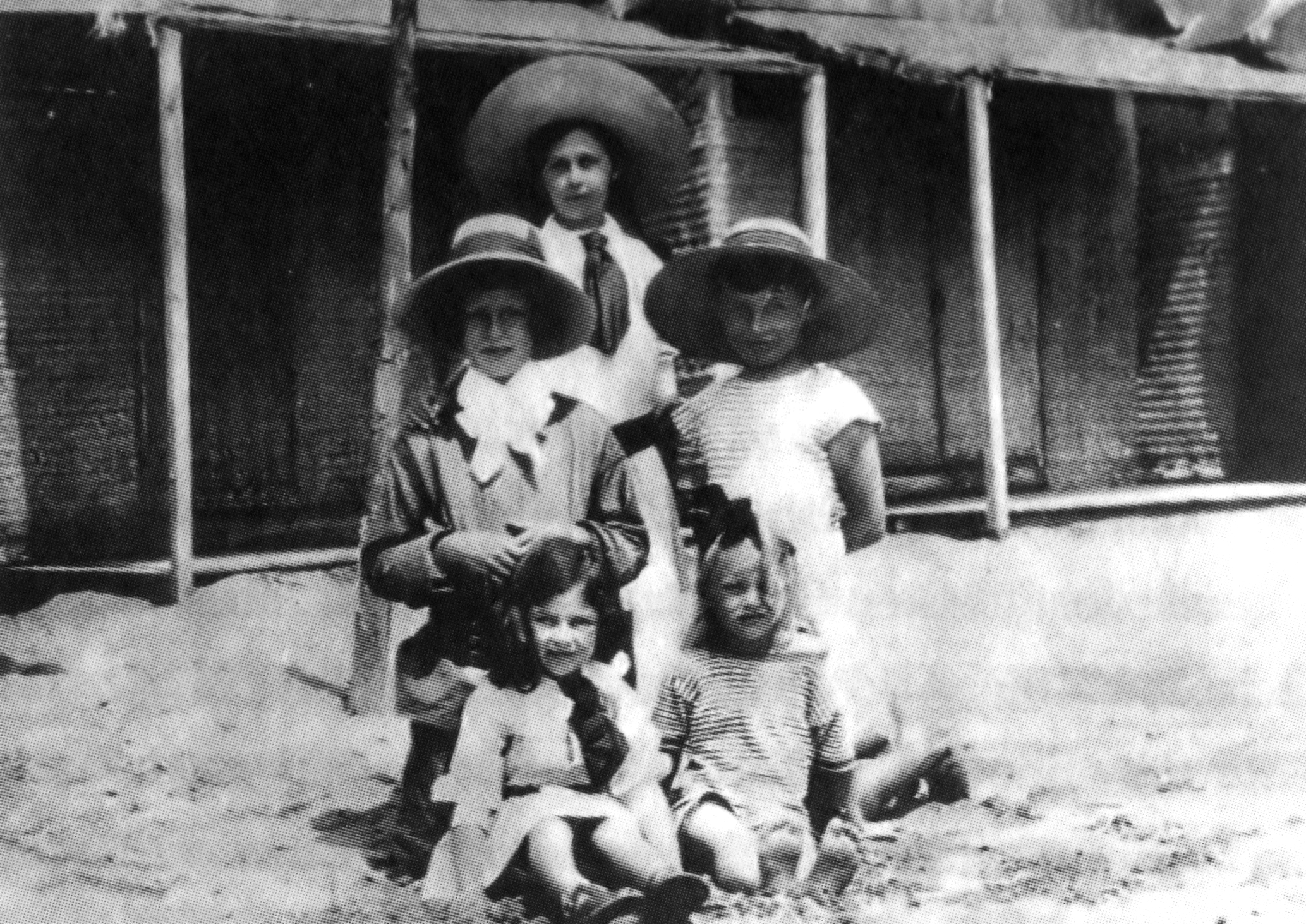
Władysław Moe (Tadzio, midden-links) tijdens zijn vakantie in Venetië in 1911.

De "echte" Tadzio werd in 1964 door de Poolse vertaler van De dood in Venetië geïdentificeerd als Baron Władysław Moes (1900-1986), kortweg Władzio of Adzio. Moes hoorde zelf pas in 1971 dat hij model stond voor het personage in de novelle, na het verschijnen van de film.

## Secundaire literatuur
- A. Bachrach e.a.: Encyclopedie van de wereldliteratuur. Bussum, 1980-1984. ISBN 90-228-4330-0
- Ehrhard Bahr: Der Tod in Venedig, Erläuterungen und Dokumente. Reclam, Stuttgart 1991.
- Ernst Braches: Kommentar zum Tod in Venedig. Overveen, 2015 ISBN 978-94-90913-56-4.
- Martina Hoffmann: Thomas Manns Der Tod in Venedig. Eine Entwicklungsgeschichte im Spiegel philosophischer Konzeptionen. Lang, Frankfurt am Main 1995, ISBN 3-631-48782-7.
- Philip Kitcher: Deaths in Venice. The Cases of Gustav von Aschenbach. Columbia University Press, New York, 2013. ISBN 978-023116264-7
- Michael Mann (samensteller): Das Thomas Mann Buch. Eine innere Biographie in Selbstzeugnissen. Fischer Bücherei, Frankfurt am Main, 1965.
- Holger Pils, Kerstin Klein: Wollust des Untergangs – 100 Jahre Thomas Manns „Der Tod in Venedig“. Wallstein, Göttingen 2012, ISBN 978-3-8353-1069-8.
- T.J. Reed: Death in Venice: Making and Unmaking a Master. Twayne Publishers, New York, 1994.